# Широчанский сельский округ
Широчанский сельский округ — административно-территориальная единица Ейского района Краснодарского края Российской Федерации. Подчинён администрации города Ейска.
Административный центр — посёлок Широчанка.
В рамках муниципального устройства населённые пункты сельского округа относятся к Ейскому городскому поселению.

## Населённые пункты
В состав Широчанского сельского округа входят 7 населённых пунктов:
| № | Населённый пункт | Тип населённого пункта | Население (чел.) |
| - | ---------------- | ---------------------- | ---------------- |
| 1 | Береговой        | посёлок                | ↘76              |
| 2 | Ближнеейский     | посёлок                | ↗313             |
| 3 | Большелугский    | посёлок                | ↗270             |
| 4 | Краснофлотский   | посёлок                | ↗2205            |
| 5 | Морской          | посёлок                | ↘447             |
| 6 | Подбельский      | посёлок                | ↘73              |
| 7 | Широчанка        | посёлок                | ↘5979            |